# Eisheilig
«Eisheilig» — немецкая дарк-метал-группа из Бохума, созданная в 1998 году.

## История
Коллектив был образован в 1998 году. Первоначально в него вошли вокалист Деннис Микус (нем. Dennis Mikus), гитаристы Тилль Майвальд (нем. Till Maiwald), Харди Ценеро (нем. Hardy Zenero), басист Никлас Петернек (нем. Niklas Peternek) и барабанщик Доминик Сапия (нем. Dominik Sapia). Все участники «Eisheilig» ранее выступали в составе других коллективов, таких как «The Idiots», «Die falschen Präsidenten» и других. В 1999 году музыканты выпустили свою первую демозапись. Благодаря этому демо группа получила награду «Лучшая группа без контракта на запись» в журнале Sonic Seducer, провела выступление на «Wave Gotik 2000», а вскоре на лейбле «Napalm Records» ими был записан дебютный альбом, получивший неплохие отзывы со стороны критиков. Альбом часто сравнивали с американской группой Type O Negative из-за глубокого голоса вокалиста Денниса Микуса, тяжеловесности дум-метала и других стилистических сходств. В 2003 году вышел второй альбом «Die Gärten des Herrn», который несколько отличался от первого, в нем гитары больше вышли на первый план, а пение стало более многогранным и независимым. Один из основателей, Харди Ценеро, покинул группу ещё до записи альбома из-за острых разногласий. В 2006 году Eisheilig сменили лейбл и подписали контракт с Drakkar Entertainment. Тогда же они выпустили альбом «Elysium», в котором немного поменяли ориентир. Тенденция к более сложному, тяжелому гитарному звучанию, которая уже была заметна на предыдущем альбоме, здесь продолжилась. Музыка стала более быстрой и мощной, более ориентированной на звучание Rammstein. Лирика группы очень метафорична, содержит в себе много религиозных и политических элементов. После группа выступает на рок-фестивалях «Wave Gotik», «Bochum Total» и «Battle Of Metal». В марте 2007 года группу покинул басист Никлас Петернек. Вместо него в текущий состав вошёл басист Маркус Фоглер (нем. Marcus Vogler). В том же году вышел четвертый альбом группы «Auf dem Weg in deine Welt», он оказался более спокойным и романтичным. В 2009 году вышел пятый альбом «Imperium», который полностью посвящен политике, тексты в нем более прямолинейны, звучание мрачное, а вокал агрессивный, заметно влияние Laibach.
9 декабря 2010 года на своей странице MySpace группа объявила о том, что берет перерыв на неопределенный срок.

## Релизы

### Дискография

#### Демо
- «Eisheilig» (1999)

#### Альбомы
- «Eisheilig» (2001) —  Rock Hard: [5]; Metal Hammer: 5/7[6]
- «Die Gärten des Herrn» (2003) —  Rock Hard: [8]; Metal Hammer: 5/7[9]
- «Elysium» (2006) —  Rock Hard: [10]; Twilight-Magazin: 9/15[11]; Metal Hammer: 4/7[12]
- «Auf dem Weg in deine Welt» (2007) —  Rock Hard: [13]; Twilight-Magazin: 6/15[14]; Metal Hammer: 5/7[15]
- «Imperium» (2009) —  Rock Hard: [16]; Twilight-Magazin: 12/15[17]

#### Синглы
- «Kein Land in Sicht» (2007)

#### Промосинглы
- «Sturm» (2006)

### Видеография
- «Wird alles gut?» (2008)